# ادیپ یوکسل

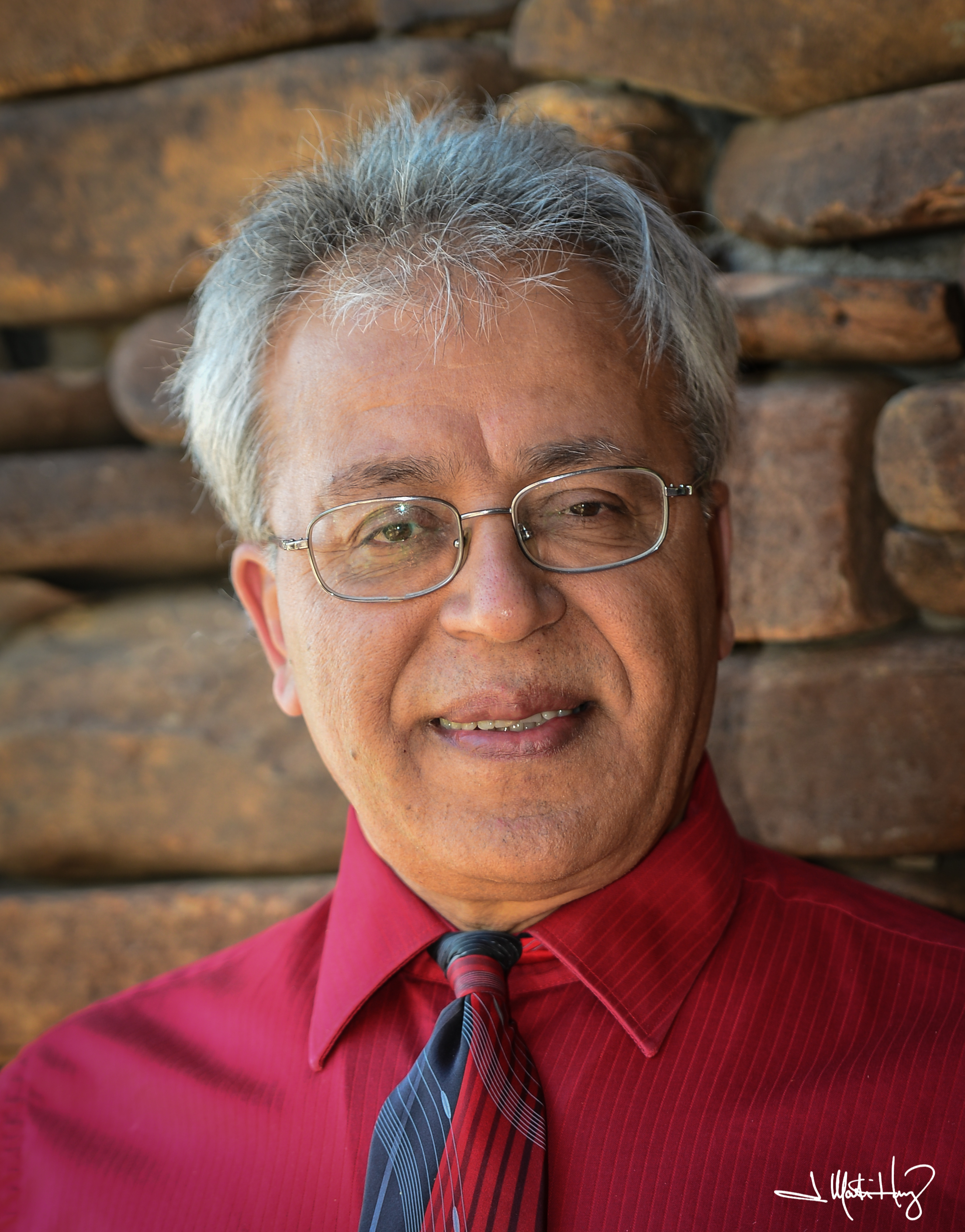
تصوير اديپ يوكسل

ادیپ یوکسل (به ترکی استانبولی: Edip Yüksel) ‏ (۱۹۵۷ در استان بتلیس) حقوقدان، مدرس دانشگاه، نویسنده و پژوهشگر کردی‌تبار ترکی-آمریکایی است. عمده فعالیت‌های او در رابطه با اسلام است. او از مسلمانان پیرو قرآن و نافی سنت و حدیث است و پیشتر عضو اتحاد تسلیم‌شدگان بین‌الملل (پیروان رشاد خلیفه) بوده‌است. وی دانش‌آموخته دکترای حقوق از دانشگاه آریزونا است. دکتر یوکسل به زبان‌های انگلیسی، کردی کرمانجی، ترکی استانبولی و عربی کلاسیک مسلط است و مقداری فارسی نیز می‌داند.